# Gotta Be You
«Gotta Be You» —en español: ‘Tienes que ser tú’— es una canción de la boy band británica-irlandesa One Direction, perteneciente a su álbum Up All Night. Sony Music y Syco Music la lanzaron como segundo sencillo del álbum el 11 de noviembre de 2011. La canción fue compuesta por August Rigo y Steve Mac, y su producción quedó a cargo de este último. El sencillo llegó al número 3 en las listas del Reino Unido e Irlanda. En Irlanda, fue lanzado 11 de noviembre, y el 13 de noviembre de 2011 en el Reino Unido. En su primera semana logró vender un total de 59 461 copias en el Reino Unido. La letra de la canción recibió críticas positivas, al igual que las voces de los miembros de la banda. One Direction interpretó la canción por primera vez en The X Factor el 13 de noviembre de 2011.

## Antecedentes y composición
One Direction publicó que "Gotta Be You" sería lanzado como segundo sencillo del álbum el 19 de octubre de 2011. Harry Styles publicó en su Twitter:

«¡Gotta Be You saldrá pronto Chicos! Espero que les guste... ¡Creo que es estupenda!».

«Gotta Be You» es una canción de género pop rock, que exige un rango de voz desde la Eb4 hasta la Eb6 acompañada por instrumentos como piano y guitarra.

## Recepción

### Crítica
Robert Copsey de Digital Spy alabó su estribillo lo denominó como «pegadizo» mientras que al  tema lo calificó con cuatro estrellas de cinco. Sarah Kwong de la revista Cosmopolitan elogió su letra, su instrumentación y su atractivo para el público mayor. Andrew Unterberger de PopDust elogió las voces de Liam Payne, Zayn Malik y Harry Styles.

### Desempeño comercial
«Gotta Be You» debutó en el puesto número tres en la lista de sencillos de Irlanda, el 17 de noviembre de 2011. En el Reino Unido vendió un total de 59 461 copias en su primera semana, lo que hizo que debutara en el número tres del UK Singles Chart.

## Video musical
John Urbano dirigió el vídeo musical de «Gotta Be You», el cual fue filmado en el Lake Placid, Wolverhampton en octubre de 2011. El video musical se estrenó el 8 de noviembre de 2011 acompañando el lanzamiento del sencillo y fue lanzado por primera vez en YouTube, con una longitud total de tres minutos y cincuenta y seis segundos. One Direction le explicó a Digital Spy que temían ser comidos por cocodrilos mientras grababan cerca del lago. El vídeo comienza con Liam cantando, y Harry, Louis y Zayn salen de una escuela con sus bolsos. Niall toca la guitarra en algunas tomas. Harry entra al campus mientras canta, y Louis mientras conduce un Mini Cooper, mientras que Zayn viaja en un tren. Ellos se reúnen con unas chicas en un bosque. Zayn le canta a su amor mientras los fuegos artificiales estallan detrás de ellos.

## Actuaciones en vivo

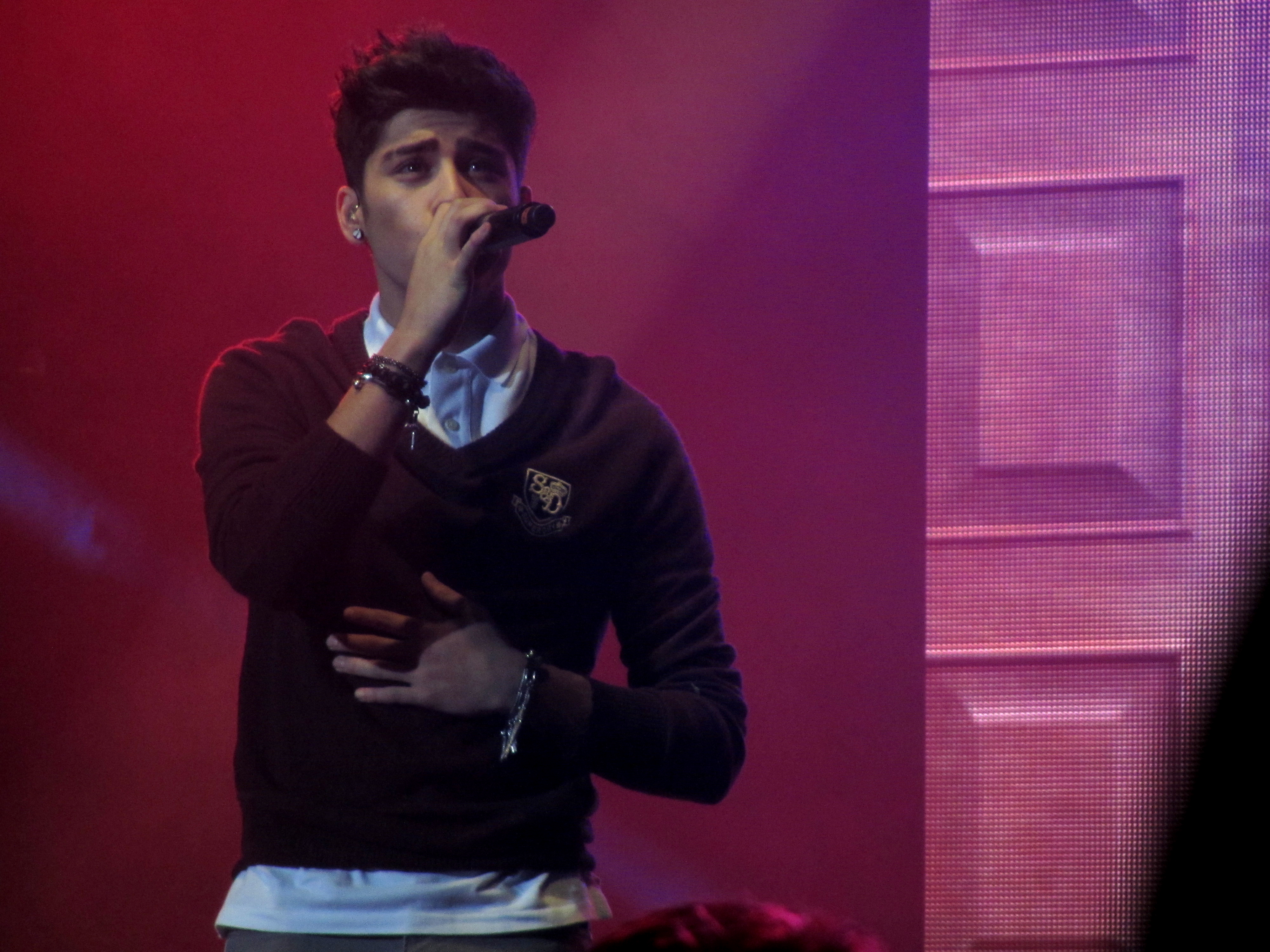
Zayn Malik interpretando «Gotta Be You», en su Gira musical Up All Night Tour

El 13 de noviembre de 2011, One Direction interpretó su sencillo por primera vez en The X Factor. El grupo interpretó la canción el 18 de noviembre de 2011, abriéndole el telón a Children in Need 2011. One Direction cantó en vivo en el Jingle Bell Ball organizado por la radio Capital FM, el 4 de diciembre de 2011, en el O2 Arena. La canción también fue interpretada, en su gira de 2012 Up All Night Tour.

## Lista de canciones
- Descarga digital

1. «Gotta Be You» – 4:05
2. «Another World» (Achraf Jannusi, Bilal Hajji, Eric Sanicola, Geo Slam, Nadir Khayat, Teddy Sky) – 3:23
3. «Gotta Be You» (Steve Smart & Westfunk Remix) – 6:17
4. «Gotta Be You» (Remix de Mojam) – 3:23

- Sencillos del EP

1. «Gotta Be You» – 4:05
2. «Another World» – 3:23

## Posicionamiento en listas
| Escocia     | Scottish Singles Chart | 2 |
| Irlanda     | Irish Singles Chart    | 3 |
| Reino Unido | UK Singles Chart       | 3 |